# Attaque de castor

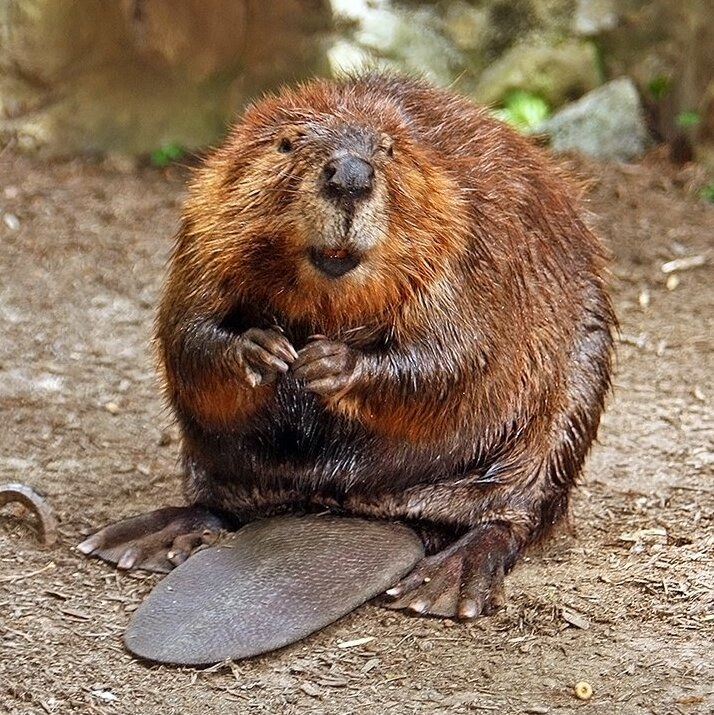
Un castor du Canada

Une attaque de castor est une attaque contre un animal domestique ou un humain opérée par un castor. Les attaques de castors sont relativement rares, mais sont de plus en plus fréquentes, car les humains pénètrent de plus en plus régulièrement dans l'environnement naturel de ces animaux, et perturbent leur habitat.

## Description
Les castors sont extrêmement agressifs dans la défense de leur territoire. Ils peuvent également attaquer des êtres humains en cas de rage et « peuvent également être désorientés pendant la journée, et attaquer par peur ». Des attaques sur terre et dans l'eau ont été enregistrées pour le castor fiber et le castor du Canada. Les dents de devant des deux espèces constituent un danger particulier car elles sont suffisamment longues pour traverser les membres et provoquer un saignement important.
Au moins une attaque de castor sur un être humain a été fatale : un pêcheur âgé de 60 ans en Biélorussie est mort en 2013 après qu'un castor mordit sa jambe et toucha l'artère. L'incident a été décrit par les médias locaux comme « le dernier d'une série d'attaques de castors contre des humains dans le pays », où une population croissante de castors a entraîné une augmentation des interactions agressives avec l'humain. Cependant, d'autres ont critiqué le comportement de la victime, soulignant qu'il avait probablement provoqué l'attaque en attrapant le castor pour tenter de se prendre en photo à son côté.
On recense des attaques non mortelles sur des êtres humains : une attaque contre un plongeur en eau salée au large des côtes de la Nouvelle-Écosse, ce qui était inhabituel étant donné que les castors se limitent généralement à l’eau douce ; la mutilation d'une femme en Virginie par un castor enragé ; une attaque contre un chef scout en Pennsylvanie, à la suite de laquelle des membres de la troupe scoute ont tué l'animal enragé en le lapidant ; et une attaque contre un homme nageant dans la rivière Dobra, en Croatie.
Les attaques de castors peuvent également être fatales pour les animaux domestiques. Un chien est décédé consécutivement à une opération chirurgicale, après avoir été mordu par un castor en 2010 à University Lake, en Alaska, où plusieurs attaques contre des animaux domestiques ont été enregistrées. Un husky a été tué par une attaque de castor en Alberta, qui recense également plusieurs autres attaques non mortelles.

## Dans la culture populaire
Une entrevue du milieu des années 1990 relatant une attaque de castor figure parmi les enregistrements les plus demandés aux archives de Radio-Canada.